# Darnell Edge
Darnell Antonia Edge (Saugerties, 8 dicembre 1997) è un cestista statunitense.

## Palmarès

### Club
- Liga Unike: 1

Trepça: 2024
- Coppa del Kosovo: 1

Trepca: 2024

### Individuale
- MVP Liga Unike: 1

2024